# Wilhelm Walcher
Wilhelm Walcher (Kaufbeuren, 7 de julho de 1910 — Marburg, 9 de novembro de 2005) foi um físico alemão.
Foi membro do grupo Os Dezoito de Göttingen, que se manifestaram em 1957 contra o armamentismo atômico da Alemanha Ocidental.

## Obras
- Praktikum der Physik. 9. Auflage. Vieweg/Teubner, 9. Auflage 2006. ISBN 3-51-923038-0 (zuerst 1966)
- com Detlef Kamke: Physik für Mediziner. Teubner 1994.
- com Max Wutz, Hermann Adam: Handbuch der Vakuumtechnik. 6. Auflage. Vieweg 1997
- com Wolfgang Riezler (Ed.) Kerntechnik. Diversos volumes. Teubner 1958